# Tinka Kurti
Tinka Kurti (Sarajevo, 17 december 1932) is een bekende actrice uit Albanië. Haar oeuvre, verspreid over 60 jaar, omvat meer dan 50 speelfilms en 150 theatervoorstellingen.

## Levensloop

### Jeugd
Tinka werd geboren in Sarajevo, het huidige Bosnië en Herzegovina (toen nog onderdeel van Joegoslavië) als dochter van een Albanese vader en Hongaarse moeder. Ze was de oudste van vier kinderen. Op jonge leeftijd keerde haar familie terug naar de stad Shkodër in het noorden van Albanië. In Shkodër bracht ze het grootste deel van haar jeugd door.

### Carrière
In 1947 werd ze verbannen van de Liceu Artistik (theaterschool) in de hoofdstad Tirana, waardoor ze geen diploma heeft kunnen halen. Dit weerhield haar er echter niet van om haar acteercarrière na te streven. Ze maakte haar eerste theateroptreden op 16-jarige leeftijd, in het toneelstuk Dasma Shkodrane ('Bruiloft van Shkodër'). Vanaf 1949 werd ze lid van het Theater Migjeni in Shkodër, waar ze in meer dan 120 toneelstukken (drama's en komedies) speelde. Belangrijke toneelstukken waaraan Kurti heeft deelgenomen zijn onder andere Gjaku i Arbrit, Histori Irkutase, Toka Jonë, Fisheku në pajë en Fejesa e Çehovit.
In 1958 speelde ze de vrouwelijke hoofdrol in de eerste Albanese speelfilm Tana. Daarna speelde ze in een aantal andere films, waaronder de rol van 'Moeder Pashako' in Yjet e netëve të gjata, 'sinjorina Mançini' in Vajzat me kordele të kuqe en de grootmoeder in Zemra e Nënës. 
In Tirana zijn twee bioscopen naar Kurti vernoemd, evenals één bioscoop in de stad Durrës. Ook de basisschool van Lekbibaj is vernoemd naar haar.

## Filmografie
- 1958: Tana
- 1970; Guximtarët
- 1972: Yjet e netëve të gjata
- 1973: Operacion Zjarri
- 1975: Lumë drite
- 1975: Çifti i lumtur
- 1976: Emblema e dikurshme
- 1978: Vajzat me kordele të kuqe
- 1978: Gjeneral gramafoni
- 1980: Nusja
- 1980: Mengjeze te reja
- 1981: Si gjithë të tjerët
- 1982: Qortimet e vjeshtës
- 1982: Besa e kuqe
- 1985: Hije që mbeten pas
- 1987: Në emër të lirisë
- 1995: Zemra e Nënës
- 1998: Nata
- 2006: Etjet e Kosoves
- 2008: Mira
- 2009: Ne dhe Lenini
- 2009: Familjet
- 2009: Gjalle!
- 2012: Ne Kerkim te Kujt
- 2014: Bota
- 2015: De l'autre côté de la mer – 2015